# Папапетру, Яннис
Яннис Папапетру (греч. Ιωάννης Παπαπέτρου; родился 30 марта 1994 года в Патрах, Греция) — греческий профессиональный баскетболист, играющий на позиции лёгкого форварда.

## Карьера
Яннис Папапетру начал свою карьеру в 2013 году, в клубе «Олимпиакос». За 5 лет в «Олимпиакосе» он выиграл два чемпионата Греции, три раза был финалистом греческой лиги и дважды выходил в финал Евролиги.
В 2016 году был признан лучшим молодым игроком греческого чемпионата.
После окончания сезона 2017/18 перешёл в «Панатинаикос». В первый же год в новом клубе выиграл чемпионат и кубок Греции.
Также выступает за сборную Греции. Был участником чемпионата Европы 2017 года и чемпионата мира 2019 года.
14 ноября 2019 года в матче Евролиги против берлинской «Альбы» установил личный рекорд результативности, набрав 39 очков.

## Достижения
- Чемпион Греции 2015, 2016, 2019, 2020, 2021
- Обладатель Кубка Греции 2019, 2021

## Семья
Его отец, Аргирис Папапетру (род. 21.02.1965 г.) — бывший баскетболист сборной Греции и «Панатинаикоса». Мать Анастасия бывшая футболистка, а старший брат Георгиос (род. 23.12.1991 г.) — баскетболист греческого клуба «Папагу».